# Les Percussions de Strasbourg
Les Percussions de Strasbourg is het oudste nog operatieve Franse percussie-ensemble voor hedendaagse muziek. Bij de oprichting in 1962 bestaat het uit zes muzikanten, wat in de periode 2015-2017 uitgebreid wordt tot een grotere formatie met variabele bezetting. 

## Biografie
Het ensemble werd opgericht in 1962, door percussionist Jean Batigne. Als dirigent Pierre Boulez in 1959 uitgenodigd wordt in Straatsburg voor een jubileumuitvoering van zijn Le Visage Nuptial, wordt er een gelegenheidsensemble samengesteld. De zes percussionisten die voor de gelegenheid bijeen komen (Bernard Balet, Jean Batigne, Lucien Droeller, Jean-Paul Finkbeiner, Claude Ricou en Georges Van Gucht) besluiten vervolgens om een ensemble op te richten. Aanvankelijk heten ze Groupe Instrumental à Percussion, tot Batigne de naam verandert in Les Percussions de Strasbourg. De eerste bezetting onder die groepsnaam bestaat uit Batigne, Finkbeiner, Ricou, Van Gucht, Detleff Kiefer en Gabriel Bouchet.
Ze spelen hun eerste concert op 17 januari 1962, voor het Office de Radiodiffusion Télévision Française (ORTF), de nationale Franse radiozender. In 1967 voeren de zes percussionisten Ionization uit, in samenwerking met de componist Edgard Varèse, een stuk waar normaal gezien dertien percussionisten voor nodig zijn.
De bezetting blijft stabiel tot 1974, wanneer de oudere groepsleden hun opvolgers beginnen op te leiden. Eerst treden drummer Pierre Moerlen - leerling van Batigne en bekend als lid van de psychedelische rockband Gong - en Olivier Dejours toe. In 1981 komen daar Keiko Nakamura, Norbert Jensen en Jean-Michel Collet bij. Jean Paul Bedoyan, Pierre Gasquet en Christian Hamouy volgen in 1983, die op hun beurt in 1990 vervangen worden door Claire Talibart, Vincent Vergnais en Guillaume Blaise. In 1996 neemt een derde generatie het roer over en bestaat de bezetting uit Jean-Paul Bernard, Claude Ferrier, Bernard Lesage, François Papirer, Olaf Tzschoppe en Keiko Nakamura.
Van 2015 tot 2017 neemt Jean Geoffroy de artistieke leiding op zich en verandert de klassieke opzet van de groep van zes muzikanten naar een grotere formatie met variabele bezetting, die inmiddels bestaat uit "een vierde generatie" percussionisten.
Sinds 2018 is Minh-Tâm Nguyen artistiek directeur van het ensemble.

## Samenwerkingen
Het ensemble werkt twee keer met de Griekse componist Iannis Xenakis voor de creatie van muziekstukken, in 1969 en in 1979. De eerste keer is dat voor Persephassa (1969), een werk waarbij het publiek tijdens opvoeringen binnen een cirkel zit die gevormd wordt door de muzikanten. Hierdoor worden de luisteraars "instrument, ontvanger en doorgever van de muziek". In 1979 creëren ze samen Pléiades, een stuk waarvoor Xenakis zelfs een nieuw instrument creëert: de sixxen, vernoemd naar de zes muzikanten van het ensemble ("six") en de eerste lettergreep van de naam van de componist ("xen").
Met de Franse componist François-Bernard Mache creëren ze in 1975 Maraé, op het Festival de Royan. Erehwon met Hugues Dufourt volgt in 1977. In 1988 maken ze Clivages met Emmanuel Nunes. Voor de soundtrack van de film La Guerre du Feu (1981), van regisseur Jean-Jacques Annaud, werkte componist Philippe Sarde ook met Les Percussions de Strasbourg, naast The Ambrosian Singers, London Philarmonic Orchestra en London Symphony Orchestra.
Voor de Franse choreograaf en danser Angelin Preljocaj verzorgen ze de muzikale ondersteuning, samen met Le Choeur Contemporain d'Aix-en-Provence, voor een interpretatie van het ballet Les Noces ("Het Huwelijk") van Igor Stravinsky. Preljocaj heeft Albanese roots en de weemoed van deze voorstelling reflecteert dat: "In Oost-Europa, en zeker in Albanië, spelen er zich op de dag van het huwelijk hartverscheurende taferelen af. Want men 'viert' de scheiding van het meisje van haar familie, van alles wat haar dierbaar is." Deze voorstelling gaat in 1989 in première tijdens de Biennale Nationale de la Danse du Val-de-Marne, in het Maison des Arts de Créteil, en is verder te bewonderen in Centre Pompidou in Parijs, De Singel in Antwerpen, The Joyce Theater in New York en Théâtre de Nice.

## Recente producties
- Burning Bright van componist Hugues Dufourt[23] - (2014-2023) Festival Musica in Strasbourg, Philharmonie du Luxembourg,[24] La Coupole in Saint-Louis, Théâtre National de Nice, Musée Tinguely in Bazel, Festival Milano Musica, Festival Wien Modern,[25] CRR de Paris, GMEM in Marseille, Scène Nationale d'Issoudun, Jardins Musicaux in Cernier, Abbaye de Royaumont, Théâtre de Hautepierre in Strasbourg, Festival Messiaen au Pays de la Meije[26]
- Ghostland van componist Pierre Jodlowski[27] - (2017-2022) International Festival of Contemporary Music in Warschau,[28] Festival Aujourd’hui Musiques in Perpignan, Odyssud in Blagnac, Sibiu International Theatre Festival in Roemenië, Théâtre de Hautepierre in Strasbourg, Philharmonie de Paris,[29] Festival Cervantino in Guanajuato, Teatro Maria Grever in Léon, Festival Santa Lucia in Monterrey, Grand Theater in Groningen[30]
- Timelessness van componist Thierry De Mey[31] - (2019-2023) Festival Musica in Strasbourg, Festival Aujourd’hui Musiques in Perpignan,[32] Théâtre de Hautepierre in Strasbourg, Théatre de Béthune, Le Parvis Scène National in Tarbes, Opéra de Lausanne[33]
- Shaker Kami van componist Nik Bärtsch[34] - (2020-2022) Festival Jazzdor in Strasbourg,[35] Apple&Olives in Zürich, Festival Musique Action in Nancy, Théâtre de Hautepierre in Strasbourg, Alte FeuerWasche in Mannheim[36]
- 100 Cymbals van componist Ryoji Ikeda[37] - (2020-2023) Festival Musica in Strasbourg, KunstFestSpiele in Hannover, Le Lieu Unique in Nantes, Gropius Bau in Berlijn,[38] Rewire festival in Den Haag,[39] Pôle Pixel in Villeurbanne, Czyzyny Hangar in Krakau,[40] Philharmonie de Paris, Festival Musika-Música in Bilbao,[41] Muziekgebouw in Amsterdam,[42] Musée Gulbenkian in Lissabon, Musée Serralves in Porto
- Myotis V van componist Anthony Laguerre[43][44] - (2021-2023) Jardin des Deux Rives in Strasbourg, Festival Météo in Mulhouse, CCAM in Vandoeuvre-lès-Nancy, Un pavé dans le Jazz in Toulouse, Théâtre de Hautepierre in Strasbourg, Théâtre Auditorium de Poitiers, Le Petit Faucheux in Tours, Musiques Démesurées in Clermont-Ferrand
- Pléïades & Persephassa van componist Iannis Xenakis[45] - (2021-2023) Plaine des Sports de Hautepierre in Strasbourg, Reggia di Caserta in Napels, Château de Preisch in Basse-Rentgen, Château du Hohlandsbourg in Haut-Rhin, Philharmonie de Paris, Megaron in Athene,[46] Thessaloniki Concert Hall,[47] Festival des 60 ans des Percussions de Strasbourg, Centre des Arts d’Enghien-les-Bains, Sint-Helenakapel Bonn, Théâtre Carlo Felice in Genua, Taïwan International Percussion Convention in Taipei[48]
- Music in the Belly van componisten Karlheinz Stockhausen en Simon Steen-Andersen[49][50] - (2022-2023) Festival Musica in Strasbourg, Hellerau in Dresden, Klangspuren Festival in Innsbruck,[51] Transart Festival in Bolzano,[52] De Singel in Antwerpen[53]

## Leden

### Huidige leden (november 2023)
- Alexandre Esperet (sinds 2016)
- Hyoungkwon Gil (sinds 2021)
- Théo His-Mahier (sinds 2016)
- Léa Koster (sinds 2020)
- Emil Kuyumcuyan (sinds 2020)
- Olivia Martin (sinds 2020)
- Minh-Tâm Nguyen (sinds 2013)
- François Papirer (sinds 1996)
- Enrico Pedicone (sinds 2015)
- Vanessa Porter (sinds 2021)
- Lou Renaud-Bailly (sinds 2020)
- Rémi Schwartz (sinds 2016)
- Thibaut Weber (sinds 2016)
- Hsin-Hsuan Wu (sinds 2017)
- Yi-Ping Yang (sinds 2020)
- Matthieu Benigno (sinds 2022)
- Youjin Lee (sinds 2022)
- Pin-Cheng Chiu (sinds 2023)

### Voormalige leden
- Bernard Balet (1962-1964)
- Jean Batigne (1962-1983)
- Jean-Pierre Bedoyan (1984-1990)
- Jean-Paul Bernard (1986-2013)
- Guillaume Blaise (1987-1992)
- Gabriel Bouchet (1964-1988)
- Jean-Michel Collet (1980-1986)
- Jean Couturier (1987)
- Olivier Dejours (1976-1982)
- Lucien Droeller (1962-1964)
- Flora Duverger (2016-2021)
- Florent Fabre (1993-1996)
- Jonathan Faralli (1993-1996)
- Claude Ferrier (1992-2015)
- Jean-Paul Finkbeiner (1962-1986)
- Stéphane Fougeroux (1993-1996)
- Pierre Gasquet (1984-1985)
- Christian Hamouy (1983-1996)
- Norbert Jensen (1985-1987)
- Detleff Kieffer (1965-1975)
- Arnaud Lassus (2015-2020)
- Bernard Lesage (1992-2015)
- Olivier Maurel (2015-2020)
- Pierre Moerlen (1974-1975)
- Keiko Nakamura (1981-2015)
- Claude Ricou (1962-1986)
- Galdric Subirana (2015-2020)
- Claire Talibart (1990-1992)
- Olaf Tzschoppe (1992-2015)
- Georges Van Gucht (1962-1990)
- Vincent Vergnais (1990-1992)

## Selectieve discografie
- Pléïades & Persephassa - Iannis Xenakis (CD - Les Percussions de Strasbourg records, 2021)[54]
- Rains - Toshio Hosokawa, Malika Kishino, Yoshihisa Taïra, Toru Takemitsu (CD, vinyl en digitaal - Les Percussions de Strasbourg records, 2019)[55]
- Ghostland - Pierre Jodlowski (CD - Les Percussions de Strasbourg records, 2018)[56]
- Drum-Machines - eRikm & Les Percussions de Strasbourg (Vinyl en CD - Les Percussions de Strasbourg records, 2018)[57]
- Burning Bright - Hugues Dufourt & les Percussions de Strasbourg (CD - Les Percussions de Strasbourg records, 2016)[58]
- Les Percussions De Strasbourg – 50th Anniversary :: Edition 50e Anniversaire (CD boxset met 15 cd's - Universal Music, 2012)[59]
- Maraé_Aera_Khnoum_Le Printemps Du Serpent - François-Bernard Mâche, Les Percussions De Strasbourg, Ju Percussion Group De Taïwan (CD - Universal Music, 2005)[60]
- Le Noir de l'Etoile - Gérard Grisey (CD - Universal Music, 2004)[61]
- Le Scorpion - Martin Matalon (CD - Universal Music, 2004)[62]
- Bibilolo - Marc Monnet (CD - Accord & Una Corda records, 2001)[63]
- Erewhon - Hugues Dufourt (CD - Accord & Una Corda records, 2000)[64]
- Autres Contacts - Jean-Pierre Drouet, Adama Dramé et Les Percussions de Strasbourg (CD - L'Empreinte Digitale, 1995)[65]
- Edison Denisov (1929) (CD - Disques Pierre Verany, 1990)[66]
- Pléiades - Concertantes - Iannis Xenakis, Maki Ishii (CD - Denon, 1989)[67]
- Pleiades - Iannis Xenakis (CD - Harmonia Mundi, 1987)[68]
- Noces / Cantigas - Igor Stravinsky, Maurice Ohana (Discques Pierre Verany, 1987)[69]
- Actuor - Ivo Malec (Vinyl - Harmonia Mundi, 1983)[70]
- La Guerre du Feu - Philippe Sarde (Vinyl - RCA records, 1981)[71]
- Musik im Bauch van Karlheinz Stockhausen (Vinyl - Deutsche Grammophon, 1977)[72]
- Canto General - Mikis Theodorakis & Pablo Neruda (Vinyl - RCA records, 1975)[73]
- Lemanja - Jean Courtioux (Vinyl - Musique et Culture, 1974)[74]
- Extensions 2 - Francis Miroglio (Vinyl - Philips, 1973)[75]
- East Meets West - Tona Scherchen, Alain Louvier, Georges Aperghis (Vinyl - Philips records, 1972)[76]
- Persephassa - Iannis Xenakis (Vinyl - Philips records, 1971)[77]
- Re-Percussion - Miloslav Kabelac, Valentyn Silvestrov, Leonard Salzed (Vinyl - Philips records, 1971)[78]
- Americana, Edgard Varèse, Carlos Chavez, John Cage (Vinyl - Philips, 1970)[79]
- Cycle / Jeux 6 - Gilbert Amy, Roman Haubenstock (Vinyl - Philips, 1970)[80]
- Archipel 3 - André Boucourechliev (Vinyl - Philips, 1970)[81]
- Continuum / Mystères / Provisoires Agglomérats - Kazimierz Serocki, Valentyn Silvestrov, Michel Puig (Vinyl - Philips, 1969)[82]
- Épervier De Ta Faiblesse / Alternances / Signalement - Milan Stibilj, Makoto Shinohara, Peter Schat (Vinyl - Philips, 1967)[83]
- Couleurs De La Cité Céleste / Et Exspecto Resurrectionem Mortuorum - Olivier Messiaen (Vinyl - Erato records, 1966)[84]
- Sept Haïkaï / Kammersymphonie / 3 Orchesterstücke - Olivier Messiaen, Arnold Schönberg (Vinyl - Adès Records, 1964)[85]